# Yiberget
Yi Shan är ett berg i Kina. Det ligger i provinsen Shandong, i den östra delen av landet, omkring 150 kilometer söder om provinshuvudstaden Jinan. Toppen på Yi Shan är 492 meter över havet.
Yi Shan är den högsta punkten i trakten. Runt Yi Shan är det tätbefolkat, med 735 invånare per kvadratkilometer. Närmaste större samhälle är Zoucheng, 9,7 km nordväst om Yi Shan. Trakten runt Yi Shan består till största delen av jordbruksmark.
Genomsnittlig årsnederbörd är 828 millimeter. Den regnigaste månaden är juli, med i genomsnitt 252 mm nederbörd, och den torraste är januari, med 4 mm nederbörd.